# 높은 동적 범위
높은 동적 범위(High dynamic range, HDR)또는  하이 다이내믹 레인지는 보통보다 더 높은 동적 범위(다이내믹 레인지)이다. 넓은 동적 범위(wide dynamic range, 와이드 다이내믹 레인지), 연장된 동적 범위(extended dynamic range, 익스텐디드 다이내믹 레인지), 확장된 동적 범위(expanded dynamic range, 익스팬디드 다이내믹 레인지)로도 부른다.
이 용어는 이미지, 비디오, 오디오, 무선신호 등 다양한 동적 범위의 신호를 논하기 위해 사용된다. 아날로그와 디지털 신호를 포함한 신호들을 기록하고 처리하고 재생산하는 수단에 적용할 수 있다.

## 이미징
이러한 맥락에서 높은 동적 범위라는 용어는 장면이나 이미지 내의 조명 수준에 많은 변화가 있음을 의미한다. 동적 범위는 해당 장면이나 이미지의 가장 밝은 영역과 가장 어두운 영역 사이의 광도 범위를 나타낸다.
HDRI(High Dynamic Range Imaging)는 이미지 또는 비디오의 동적 범위를 증가시킬 수 있는 일련의 이미징 기술 및 기법을 의미한다. 이는 이미지와 비디오의 획득, 생성, 저장, 배포 및 표시를 다룬다.
현대 영화는 더 높은 동적 범위를 갖춘 카메라로 촬영되는 경우가 많으며 일부 프레임에 수동 개입이 필요한 경우에도 기존 영화를 변환할 수 있다(예: 흑백 필름을 컬러로 변환할 때) 특수 효과, 특히 실제 영상과 합성 영상을 혼합하는 특수 효과에는 HDR 촬영과 렌더링이 모두 필요하다. 장면 변화의 시간적 측면을 캡처하기 위해 높은 정확도를 요구하는 응용 프로그램에도 HDR 비디오가 필요하다. 이는 용접, 자동차 산업의 예측 운전자 지원 시스템, 감시 비디오 시스템 및 기타 애플리케이션과 같은 일부 산업 프로세스를 모니터링하는 데 중요하다.

### 캡처
사진 및 비디오 촬영에서 일반적으로 HDR(하이 다이내믹 레인지)이라고 하는 기술을 사용하면 카메라의 기본 기능 이상으로 사진과 비디오의 동적 범위를 캡처할 수 있다. 이는 동일한 장면이지만 노출이 다른 여러 프레임을 캡처한 다음 이를 하나로 결합하여 개별적으로 캡처한 프레임보다 다이내믹 레인지가 더 높은 이미지를 생성하는 방식으로 구성된다.
최신 휴대폰과 카메라의 일부 센서는 두 이미지를 칩에 결합할 수도 있다. 또한 이를 통해 픽셀 내 압축 없이 표시 또는 처리를 위해 사용자가 직접 사용할 수 있는 더 넓은 동적 범위를 허용한다.
보안 애플리케이션에 사용하도록 설계된 일부 카메라는 노출을 변경하면서 각 프레임에 대해 두 개 이상의 이미지를 자동으로 제공하여 HDR 비디오를 캡처할 수 있다. 예를 들어, 30fps 비디오용 센서는 짧은 노출 시간에 홀수 프레임을, 더 긴 노출 시간에 짝수 프레임을 사용하여 60fps를 제공한다.
최신 CMOS 이미지 센서는 종종 단일 노출로 높은 동적 범위의 이미지를 캡처할 수 있다. 이렇게 하면 다중 노출 HDR 캡처 기술을 사용할 필요성이 줄어든다.
높은 동적 범위 이미지는 용접이나 자동차 작업과 같은 극단적인 동적 범위 애플리케이션에 사용된다. 보안 카메라에서는 HDR 대신에 "와이드 다이나믹 레인지"라는 용어가 사용된다.
일부 센서의 비선형성으로 인해 이미지 아티팩트가 흔히 발생할 수 있다.

### 렌더링
HDR(하이 다이내믹 레인지 렌더링)은 65,535:1 이상의 동적 범위(컴퓨터, 게임 및 엔터테인먼트 기술에 사용됨)를 사용하여 가상 환경을 실시간으로 렌더링하고 표시하는 것이다.

## 같이 보기
- 색 공간
- 컬러 그레이딩